# Jacint Reventós i Bordoy
Jacint Reventós i Bordoy (Barcelona, 3 de gener de 1883 - Barcelona, 14 de març de 1968) fou un metge pneumòleg català.

## Biografia
Fou fill d'Isidre Reventós i Amiguet i de Concepció Bordoy i Tuyet, ambdós naturals de Barcelona. Fou germà de Manuel Reventós i Bordoy i oncle de Joan Reventós i Carner.
El 1904 llicencià a la Facultat de Medicina de la Universitat de Barcelona. El 1906 va dirigir el dispensari antituberculós de l'Hospital Clínic de Barcelona amb Lluís Sayé i Sempere i Joan Darder i Rodés, des d'on introduí el pneumotòrax a la península Ibèrica, i el 1920 publicà una obra sobre aquesta tècnica. El 1915 fou escollit regidor a l'ajuntament de Barcelona per la Lliga Regionalista.
El 1930 dirigiria el Servei de Pneumologia de l'Hospital de la Santa Creu i Sant Pau. El 1933 fou nomenat professor de Tisiologia de la Universitat Autònoma de Barcelona. Fou cofundador i president de l'Associació de Patologia Respiratòria de l'Acadèmia de Ciències Mèdiques de Catalunya i Balears, i membre de la Societat Econòmica Barcelonesa d'Amics del País. Era amic personal de Pau Picasso i Josep Pla li va dedicar un dels seus Retrat de passaport.
L'esclat de la guerra civil espanyola el va sorprendre a Barcelona. El 1937 va fugir i es va unir al bàndol revoltat, per al qual dirigí l'Hospital Militar de Salamanca. El 1939 va tornar a Barcelona, on va tornar a exercir el seu càrrec a l'Hospital de la Santa Creu i Sant Pau.
Es va casar amb Maria Contí i Boldú i van ser pares de na Maria Rosa i del que després seria també metge Jacint Reventós i Contí (1928-2013).
Jacint Reventós i Bordoy morí el març de 1968. El 1970, a títol pòstum, la Diputació de Barcelona li va concedir una medalla per la seva aportació a la ciència.
Té una plaça dedicada a Barcelona, on hi ha una placa amb llegenda i relleu amb el seu bust fet per l'escultor Pau Gargallo i Catalán.